# .32 S&W Long
.32 S&W Long — револьверный патрон центрального воспламенения, созданный американской компанией Smith & Wesson на основе более раннего боеприпаса .32 S&W. Представлен в 1896 году для первых револьверов Smith & Wesson с ручной экстракцией гильз. В номенклатуре американской компании Colt имеет обозначение .32 Colt New Police.
Патрон .32 S & W Long был представлен в 1896 году для первого револьвера компании с ручным эжектором. Патрон .32 Long сделали простым удлинением гильзы патрона .32 S & W. После появления ручного эжектора, револьверы S & W начали выпускать именно такой конструкции. В 1896 патрон снаряжали дымным порохом. В 1903 ручной эжектор получил новую конструкцию. Патрон остался неизменным, но его начали снаряжать бездымным порохом под примерно таким же давлением.
Находясь на должности комиссара полиции Нью-Йорка, Теодор Рузвельт сделал стандартным полицейским револьвером Colt New Police. Тогда же патрон приняли на вооружение несколько северо-восточных полицейских департаментов США. Патрон .32 Long хорошо известен как чрезвычайно точный патрон. Именно поэтому Теодор Рузвельт выбрал этот патрон, чтобы улучшить точность стрельбы офицеров полиции Нью-Йорка. Компания Кольта назвала патрон .32 S & W Long — .32 «Colt’s New Police», одновременно переводя револьверы Colt New Police с патрона .32 Long Colt. Функционально патроны похожи, но патрон .32 NP имел пулю с плоским носом, в то время как пуля патрона .32 S & W Long имела круглый нос.